# واقع‌گرایی سوسیالیستی

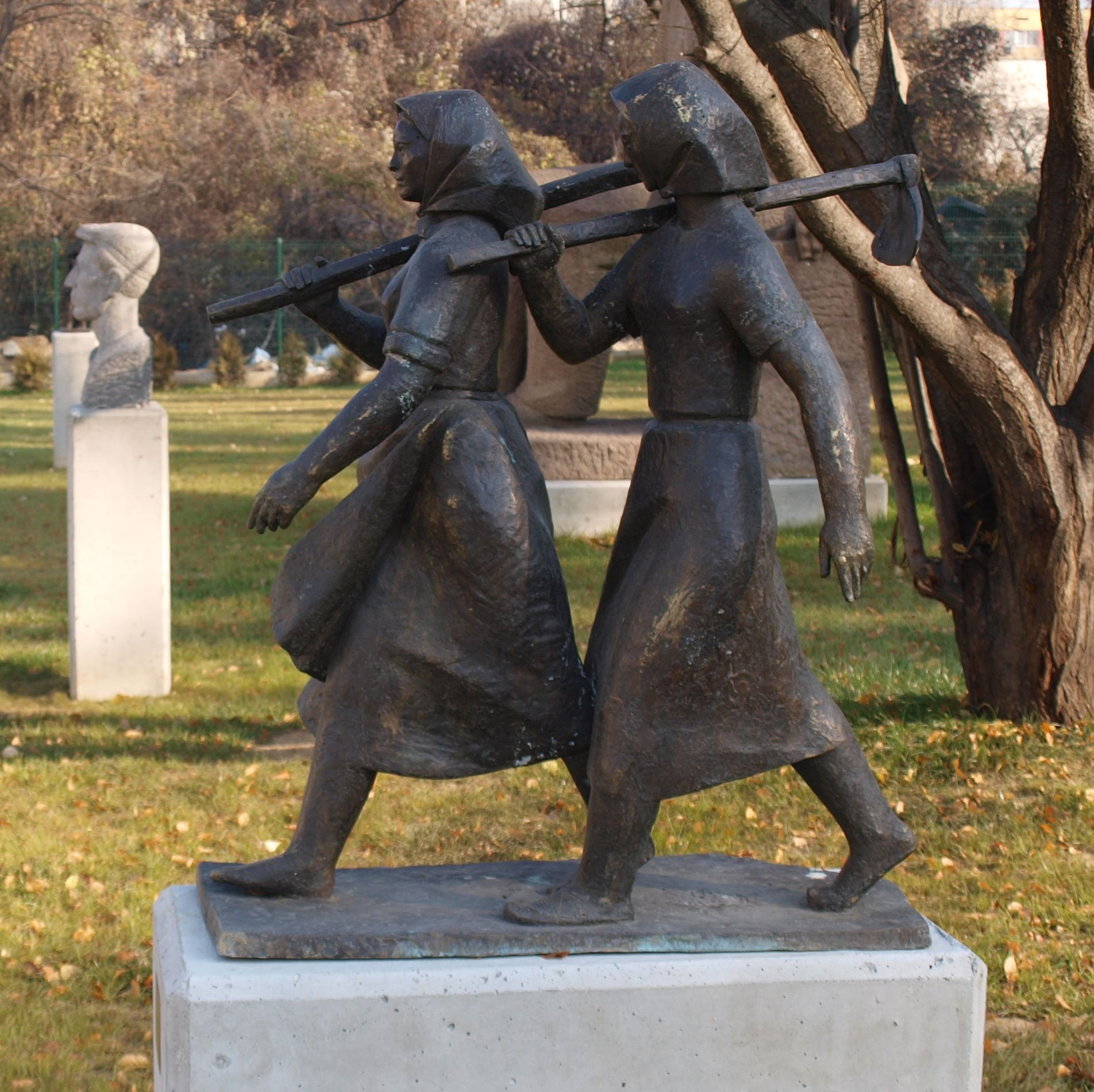
موزه هنر سوسیالیست، صوفیه بلغارستان

واقع‌گرایی سوسیالیستی یا رئالیسم سوسیالیستی (به انگلیسی: Socialist Realism) سبکی هنری است که در دورهٔ حکومت شوروی در روسیه و سپس در دیگر کشورهای کمونیستی پدید آمد. در واقع‌گرایی سوسیالیستی، کشمکش‌های فردی در برابر تضادهای اجتماعی اهمیتی ندارد. انسان با ایده، جست‌وجوگر، امیدوار و آینده‌نگر است.
پاگیری رئالیسم سوسیالیستی را با جریان شکل‌گیری انقلاب‌های کارگری و ایجاد حکومت‌های سوسیالیستی همزمان می‌دانند. به عنوان نمونه بارز کاربرد این اصطلاح درباره جریان ادبی بعد از انقلاب اکتبر ۱۹۱۷ روسیه است. رئالیسم سوسیالیستی ریشه‌های خود را در رئالیسم جست‌وجو می‌کند و با اصالت دادن به روایت واقعیت، مرکزیت توجّه خود را به زندگی مردمان فرودست، بیان مشکلات طبقاتی و بعضاً روند مبارزات و انقلاب‌ها معطوف می‌کند.
بنیان این مکتب بر تأکید بر کار است. کتاب‌های ولگا به خزر می‌ریزد اثر پیلنیاک و دُن آرام اثر شولوخف در این مکتب نوشته شده‌اند.

## نظریه واقع‌گرایی سوسیالیستی در سینما
رئالیسم سوسیالیستی رویکرد زیبایی‌شناخته‌ای بود که در سال ۱۹۳۴ میلادی توسّط کنگره نویسندگان شوروی طرح شد. ژدانف، از مقامات فرهنگی شوروی، موضوع را چنین تشریح می‌کند:
رفیق استالین از نویسندگان ما به عنوان مهندسان روح انسان‌ها نام برده‌ است. معنای این حرف چیست؟ این عنوان چه وظایفی را برعهدهٔ ما می‌گذارد؟

در وهلهٔ نخست، این حرف بدان معناست که باید زندگی را شناخت تا بتوان آن را به درستی در آثار هنری به تصویر کشید. واقعیت را نه به شیوه‌ای مرده و مدرسی، نه صرفاً به مثابه «واقعیت عینی» بلکه می‌باید در تکامل انقلابی‌اش ترسیم کرد.

## نگارخانه

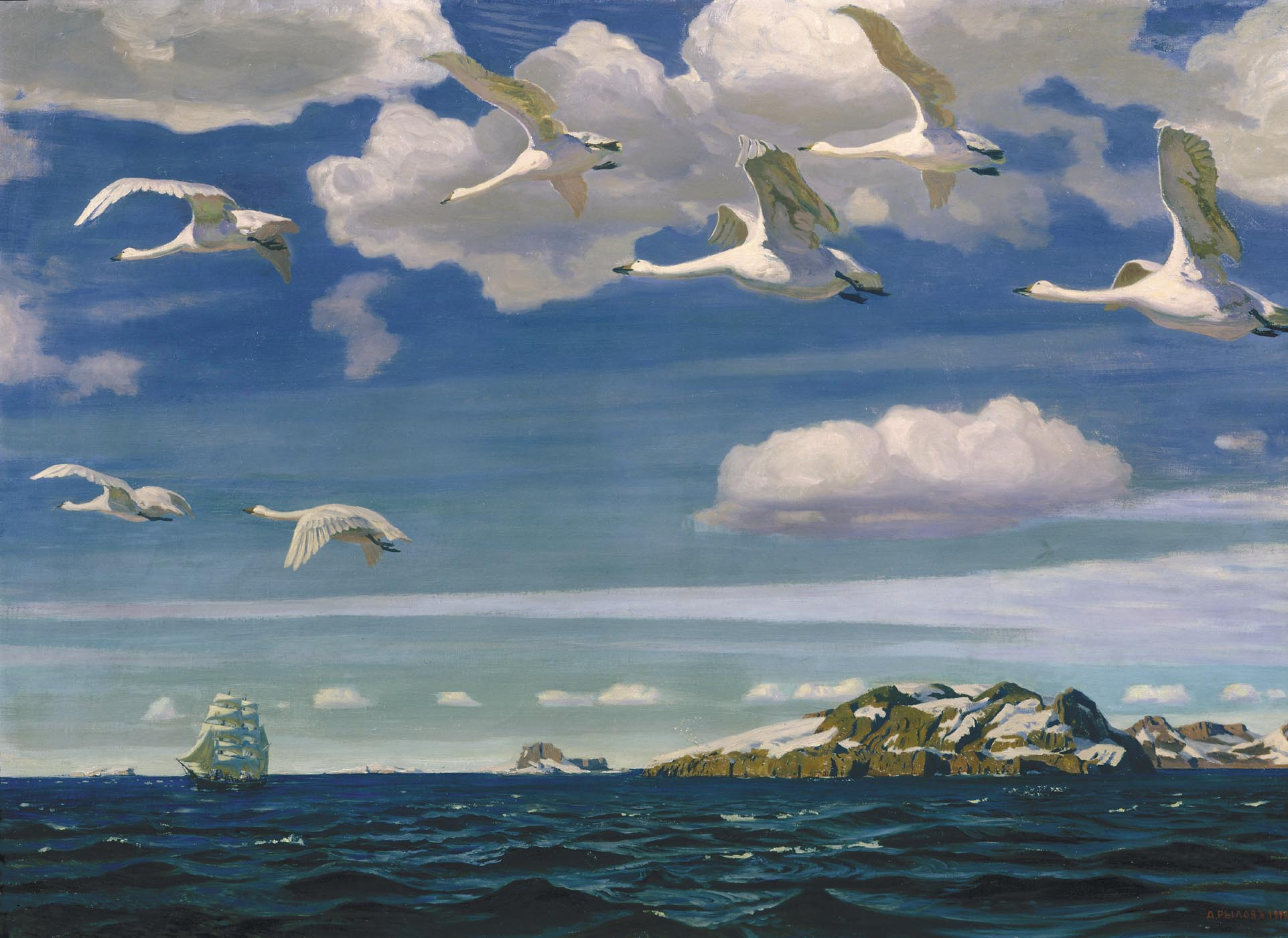
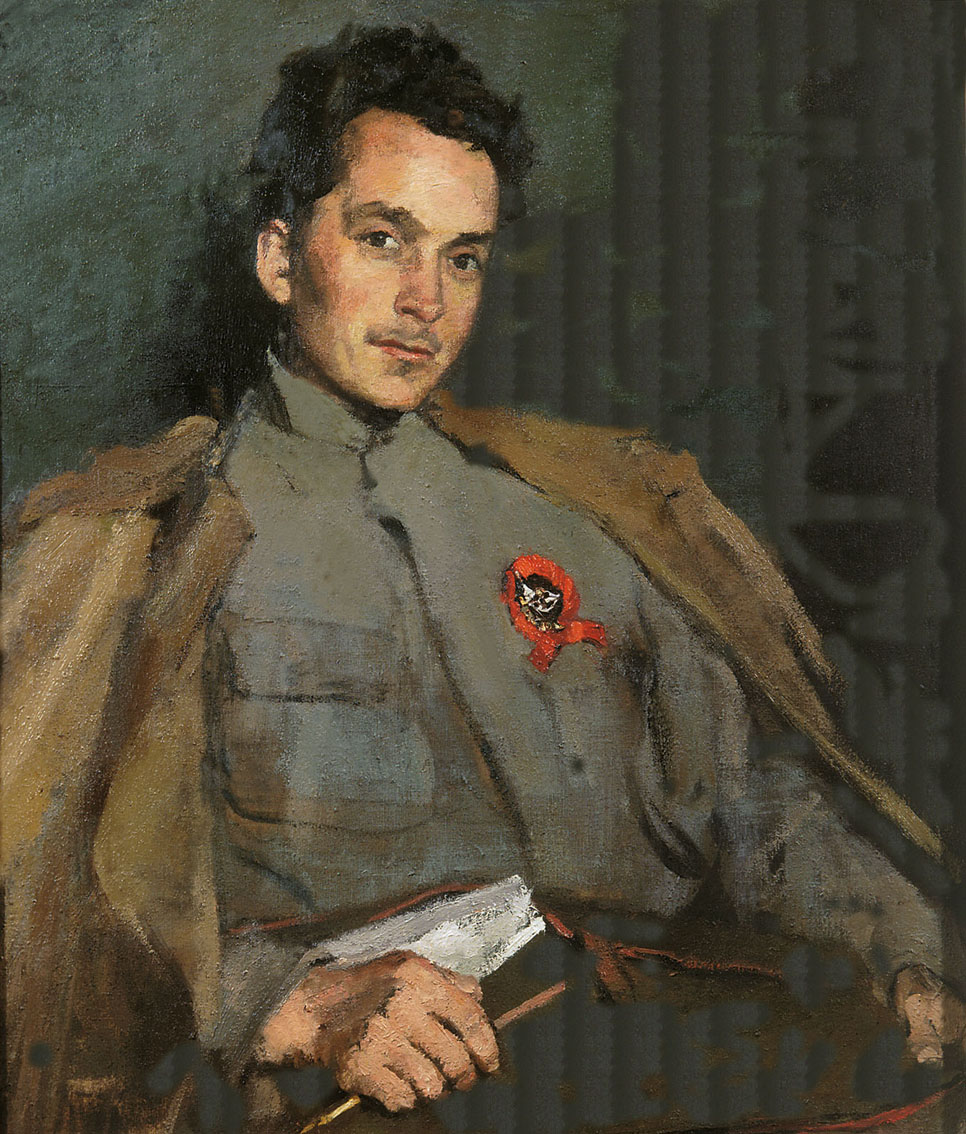
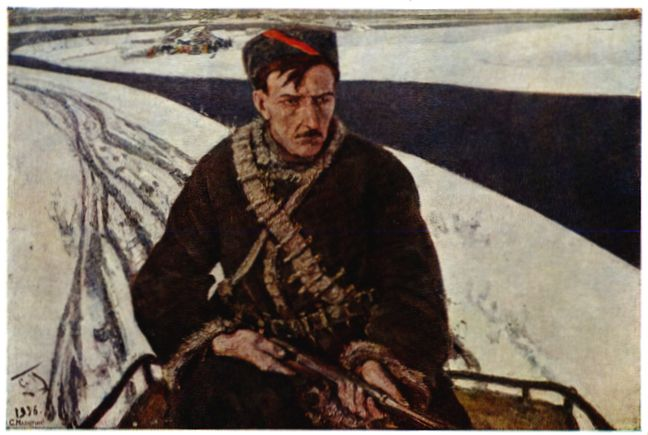
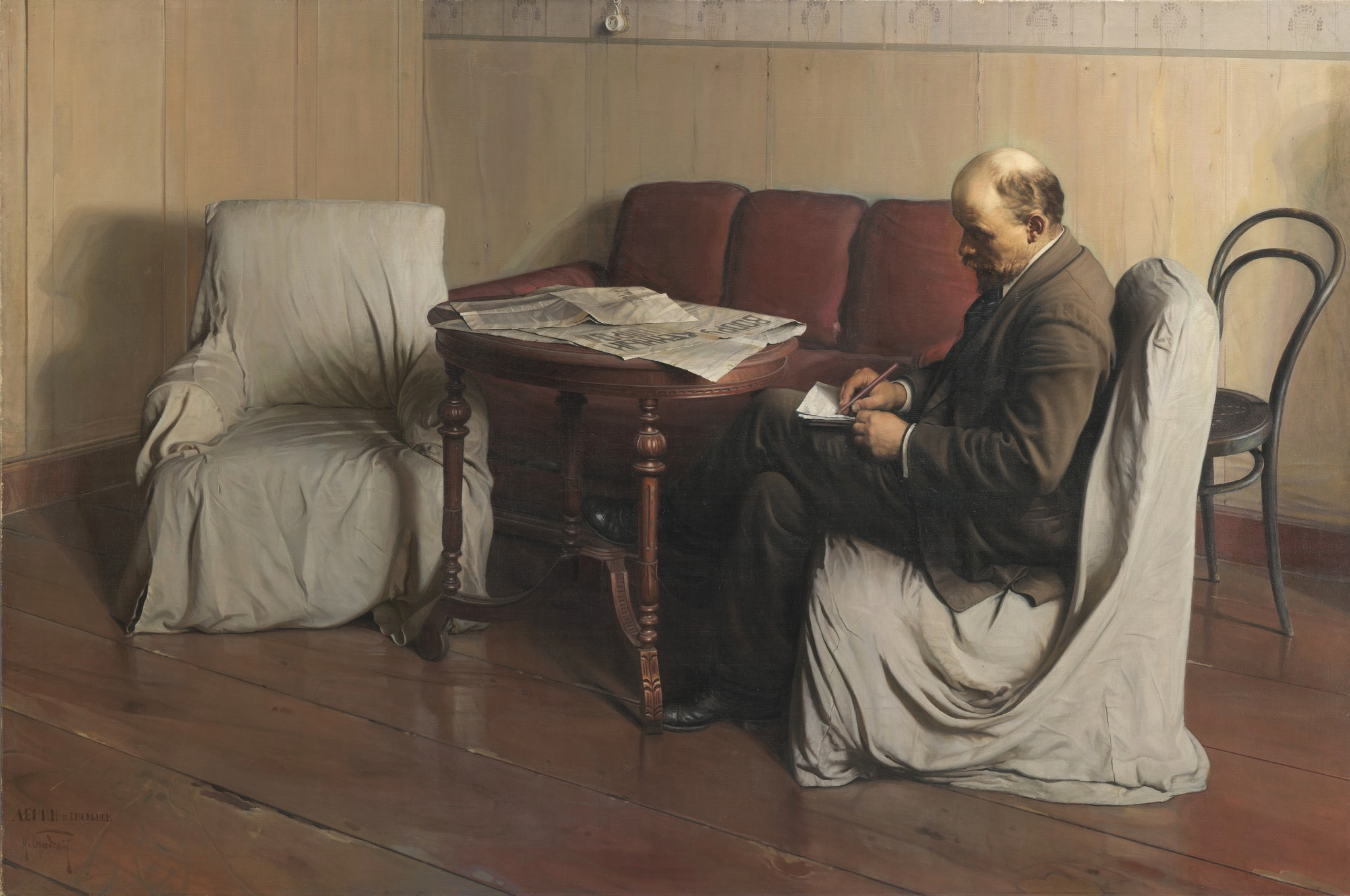
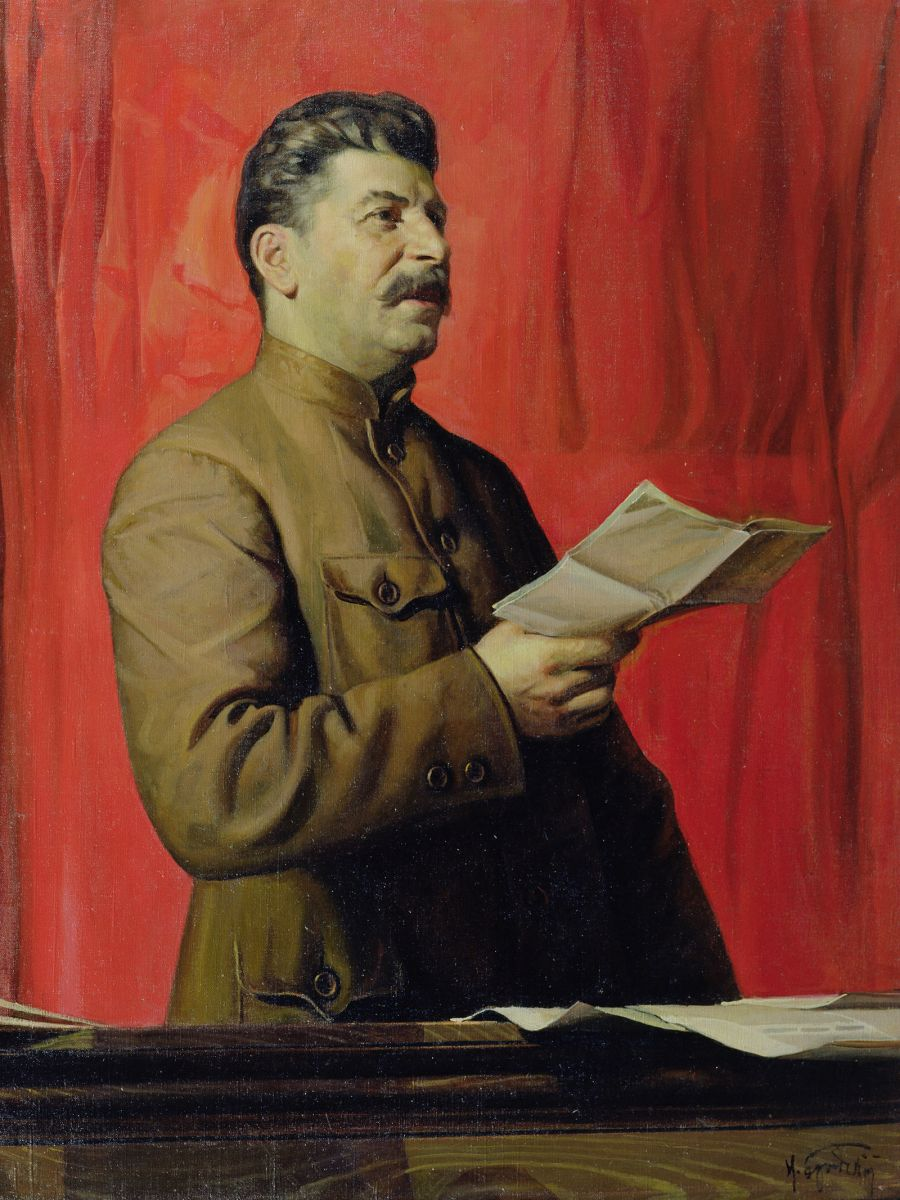
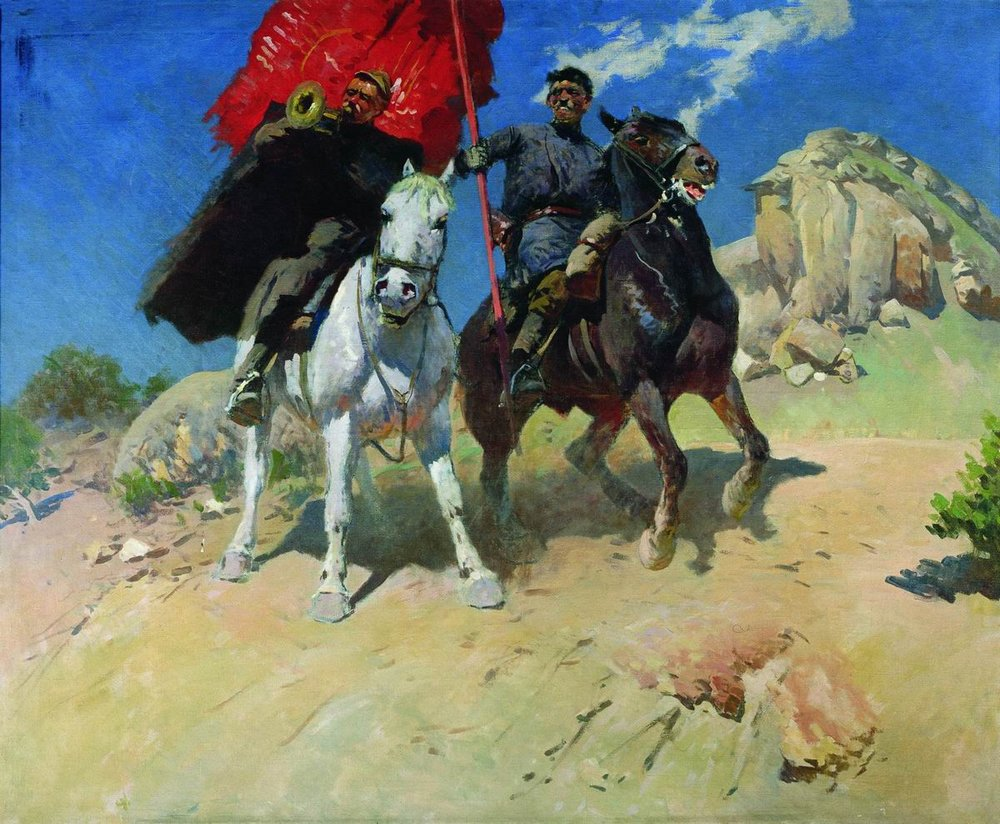
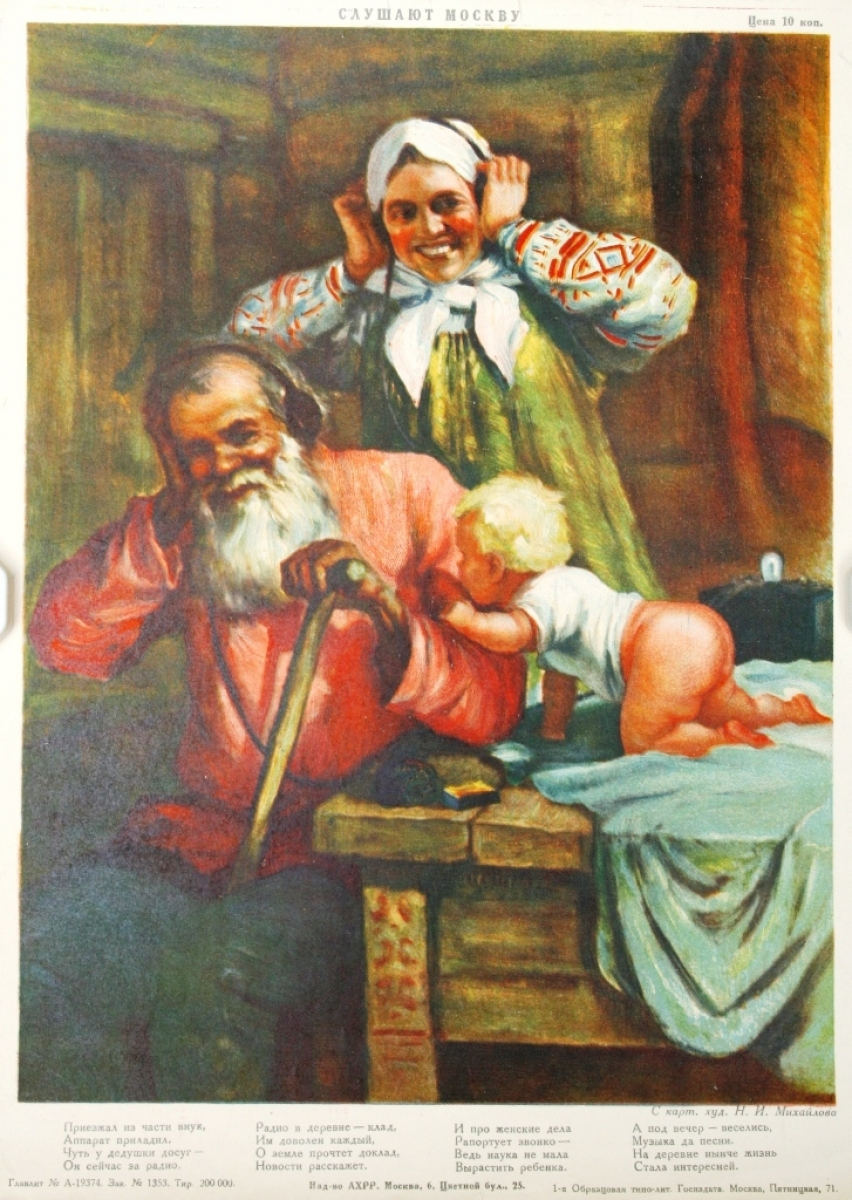
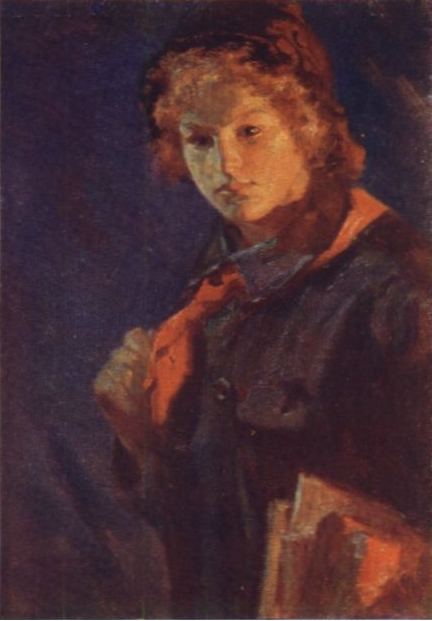